# Вернер Кох
Вернер Кох (нім. Werner Koch; нар. 11 липня 1961) — німецький розробник вільного програмного забезпечення, відомий як автор GnuPG (GNU Privacy Guard або GPG).
GnuPG використовується журналістами і фахівцями з безпеки, також Едвард Сноуден використовував його для конспірації, поки не стався витік секретної інформації з АНБ США.

## Біографія
Народився Вернер Кох 11 липня 1961 року у Дюссельдорфі.
Нині проживає в Еркраті, недалеко від Дюссельдорфа. У 1997 році він почав розробку GnuPG, програми для шифрування, натхненний виступом Річарда Столлмана, який просив кого-небудь написати заміну PGP Філіпа Циммерманна, пов'язану експортними обмеженнями США. Перший випуск GnuPG відбувся в 1999 році і пізніше став основою для більшості популярних програм шифрування: GPGTools, Enigmail і Gpg4win для користувачів Microsoft Windows.
У 1999 році Кох через німецький Unix User Group, де він входив до складу ради, отримав грант в розмірі 318 000 марок (близько $ 170 000 США) від Федерального міністерства економіки та технологій Німеччини, на доопрацювання сумісності GnuPG з Microsoft Windows. У 2005 році Вернер Кох підписав контракт від уряду Німеччини на підтримку розвитку S/MIME.
Незважаючи на популярність GnuPG, Кох старався з усіх сил, щоб вижити в фінансовому плані, заробляючи близько $ 25 000 США в рік з 2001 року. На початку 2013 року Кох вже планував припинити розробку GnuPG і перейти на високооплачувану роботу програміста, але витік документів, наданих Едвардом Сноуденом, розкрила високий рівень спостереження АНБ, і Кох вважав, що «зараз не час зупинятися», і продовжив розробку.
В кінці 2014 році Кох в інтерв'ю виданню «ProPublica» розповів про плачевну ситуацію з фінансуванням розробки GnuPG. Вернер також поскаржився, що гроші закінчуються і з урахуванням необхідності утримувати непрацюючу дружину і 8-річну дочку, він знаходиться на межі розорення.
Добровольці відразу ж стали висилати гроші на проєкт GnuPG, Кох отримав $ 137 000 США у вигляді пожертвувань від громадськості, а Facebook і Stripe зобов'язалися щорічно жертвувати $ 50 000 США на розвиток GnuPG. В на початку 2015 року Кох також отримав одноразовий грант в розмірі $ 60 000 США від Core Infrastructure Initiative, дочірньої організації Linux Foundation.
На отримані кошти Кох додатково вирішив найняти на повний робочий день програміста, який допоможе Вернеру реалізувати заплановані для майбутнього випуску GnuPG поліпшення. Станом на липень 2016 року робота над GnuPG триває.